# Budget du gouvernement du Québec de juin 2003
Lire en ligne

Discours sur le budget

Budget de dépenses

mars 2003 2004
Le budget du gouvernement du Québec de juin 2003 s'appliquant à l'année fiscale 2003-04 est présenté par Yves Séguin le 12 juin 2003 à l'Assemblée nationale. C'est le premier exposé budgétaire de la 37e législature du Québec et le premier présenté par Yves Séguin.

## Contexte
Le budget est présenté deux mois après les élections du 14 avril 2003 qui ont porté le Parti libéral du Québec, dirigé par Jean Charest, à un gouvernement majoritaire après 9 années de gouvernements menés par le Parti québécois.
Le 11 mars 2003, Pauline Marois, alors vice-première ministre et ministre des Finances, de l'Économie et de la Recherche, avait présenté un budget pré-électoral axé sur la propérité des régions et la conciliation famille-travail en prévision de la campagne électorale à venir. Le budget prévoyait notamment des mesures pour attirer les jeunes diplômés en régions éloignées, des budgets additionnels pour le développement régional, la création de 200 000 places supplémentaires dans le réseau des CPE et des ré-investissements en santé notamment pour créer un réseau de Groupe de médecine de famille (GMF).
Le même jour Joseph Facal, ministre d’État à l’Administration et à la Fonction publique et président du Conseil du trésor dépose les crédits budgétaires pour l'année 2003-2004. Les crédits prévoient une augmentation de 2,5 milliards des dépenses publiques, principalement en santé (55 % des crédits supplémentaires), éducation (26 %) et la famille et l'enfance (8 %).
La 36e législature du Québec est dissoute le lendemain et le budget Marois n'est jamais adopté du fait de la défaite du Parti québécois aux élections suivantes.

## Principales mesures
Yves Séguin annonce l'existence d'une « impasse budgétaire de 4,3 milliards de dollars » dans le budget présenté par Pauline Marois en mars 2003. Il annonce pour y remédier un ensemble de mesures d'augmentation des revenus (notamment par le resserrement des déductions et crédits d'impôts) et de réduction des dépenses pour atteindre la cible du déficit zéro.
Les resserrements de crédits d'impôts et déductions devait rapporter 139 millions de dollars en 2003-04 seulement et 759 millions par an en rythme annualisé.

### Revenus

#### Impôt sur le revenu
Le budget prévoit un moratoire sur trois déductions: 
- Le Régime d'épargne-actions ;
- La déduction pour investissement dans une Société de placements dans l'entreprise québécoise (SPEQ) ;
- La déduction pour régime d'investissement coopératif.

Toute émission d'action présentée après le 12 juin 2003 à la Commission des valeurs mobilières du Québec n'est plus éligible pour déduction dans le calcul du revenu imposable du souscripteur.
D'autres déductions, profitant principalement aux contribuables à hauts revenus, sont révisés:
- La déduction pour options d'achat de titres est réduite de 50 % à 37,5 % ;
- La déduction pour frais de représentation est dorénavant plafonnée à 1 % du chiffre d'affaires du particulier[7].

#### Impôt sur les sociétés
L'aide fiscale aux entreprises, par le biais des crédits d'impôts, déductions et subventions est réduite de 27 % par le budget Séguin. Le budget annonce ainsi :
- L'abolition des avantages fiscaux aux sites désignés (Cité du commerce électronique, Cité du multimédia, Technopôle Angus, Zone de Mirabel, etc.)
  - Les avantages fiscaux des entreprises déjà installés dans les sites désignés sont maintenus, mais le gouvernement suspend l'attribution de ces avantages à de nouvelles entreprises[9].
- L'abolition de l'amortissement accéléré sur certains biens[10].
- L'abolition de certains avantages aux caisses d'épargne, institutions financières et fonds de travailleurs[11].
- Le taux de 15 crédits d'impôts et déductions ainsi que de 7 congés fiscaux est réduit de 25 %. L'aide fiscale à la recherche et à la culture est réduite de 12,5 %[12].

#### Taxe sur le capital
Une des rares mesures d'allègement fiscal du budget Séguin concerne la taxe sur le capital. Le budget annonce ainsi que, dès le 1er janvier 2004, 70 % des entreprises seront exonérés de taxe sur le capital avec le relèvement de l'exemption de 250 000 $ à 600 000 $. La baisse des taux de la taxe prévue dans le budget Marois est par contre reportée indéfiniment.

### Dépenses publiques
Monique Jérôme-Forget, nouvellement nommée présidente du Conseil du trésor et ministre responsable de l'Administration gouvernementale, dépose un nouveau budget de dépenses le 13 juin 2003.
Par rapport aux crédits déposés par Joseph Facal trois mois plus tôt, le nouveau budget ramène la croissance des dépenses de 5,6 à 3,8 % soit des compressions de 800 millions de dollars. Les budgets de la santé et de l'éducation sont relativement épargnés mais les autres programmes sont gelés à leur niveau de dépense de 2002-03.

### Administration gouvernementale

#### Rentabilité des sociétés d'État
Le budget annonce un relèvement des exigences de rentabilité des principales entreprises publiques. L'effort demandé se concentre sur 3 entités:
- Hydro-Québec dont on demande un effort de 600 millions ;
- Loto-Québec dont on demande un effort de 75 millions ;
- La Société des alcools du Québec dont on demande un effort de 20 millions.

## Réactions

### Monde politique
François Legault, critique du Parti québécois pour les finances publiques, critique nettement le budget, qualifié de : « budget des promesses électorales non tenues et de la soumission du gouvernement libéral face au désengagement d'Ottawa dans le financement des programmes » dans un contexte de débat sur le déséquilibre fiscal entre le gouvernement fédéral et les provinces. 
Il critique également l'utilisation par Yves Séguin du rapport Breton (qui avait identifié 4 milliards de dollars d'impasse budgétaire pour l'année 2003-2004) pour effectuer de larges restrictions budgétaires qui auraient un effet amplifiant sur le ralentissement économique que connait alors le Québec.

### Médias
Les chroniqueurs de La Presse accueillent plutôt positivement la volonté réformatrice du budget Séguin et le ménage fait dans les avantages fiscaux aux entreprises. Claude Picher souligne la clarté et la pédagogie des documents budgétaires tandis que Sophie Cousineau souligne l'effort de simplification des mesures aux entreprises (les crédits d'impôts leur étant destinés étant passé du nombre de 2 en 1990 à 65 au début des années 2000) mais pointe le maintien de la taxe sur le capital.

### Autres groupes
Gérald Tremblay, maire de Montréal, pointe qu'« il n'y a rien dans ce budget pour Montréal, le governement semble avoir oublié la métropole », alors que Yves Séguin avait annoncé dans son budget une renégociation à la baisse des transferts financiers entre le gouvernement du Québec et la métropole.

## Parcours législatif
Le projet de loi 45 est présenté par Lawrence Bergman, ministre du Revenu, le 12 mai 2004. Le principe du projet de loi est adopté le 19 mai et la Commission des finances examine le projet en détail à l'automne 2004. Le rapport de la Commission est déposé le 19 octobre et adopté à l'Assemblée nationale le 27 octobre.
Le projet de loi 45 est adopté à main levée le 2 novembre 2004 et est sanctionné le lendemain par le lieutenant-gouverneur.

## Exécution
Par rapport au budget Marois déposé en mars, le budget Séguin anticipe des revenus totaux en baisse de 1,7 milliard à la suite de rentrées fiscales et de transferts fédéraux plus faibles que prévu. Pour maintenir le déficit zéro le budget coupe 1,5 milliard dans les dépenses et profite d'une baisse anticipée des taux d'intérêts pour réduire les coûts liés à la dette publique.
Finalement les recettes sont légèrement supérieures au prévisions, en particulier à la suite de transferts fédéraux plus élevés qu'initialement prévu (mais moins que prévu en mars 2003). Les dépenses de programmes sont plus élevées que prévu (762 millions de surplus), ce qui est partiellement compensé par un coût de la dette encore plus faible que prévu en juin 2003.
Finalement le Québec manque la cible du déficit zéro et enregistre un déficit de 358 millions de dollars. La Loi sur l'équilibre budgétaire prévoit que le gouvernement puise dans ses excédents passés cumulés en cas de déficit. La réserve d'excédent cumulé, de 1,17 milliard en 2003, atteint 819 millions au 31 mars 2004.
|                       |                       |              |                      |           |  |
| Indicateur            | 11 mars 2003 Non voté | 12 juin 2003 | Résultats définitifs | Variation |  |
|                       |                       |              |                      |           |  |
| Revenus autonomes     | 46 084                | 45 365       | 44 962               | 403       |  |
| Transferts fédéraux   | 10 566                | 9 584        | 10 120               | 536       |  |
| Revenus totaux        | 56 650                | 54 949       | 55 082               | 133       |  |
|                       |                       |              |                      |           |  |
| Dépenses de programme | 48 969                | 47 437       | 48 199               | 762       |  |
| Service de la dette   | 7 681                 | 7 512        | 7 241                | 271       |  |
| Dépenses              | 56 650                | 54 949       | 55 440               | 491       |  |
|                       |                       |              |                      |           |  |
| Déficit               | 0                     | 0            | 358                  | 358       |  |
|                       |                       |              |                      |           |  |

### Contrôle des dépenses
Lors du dépôt du livre des crédits du 11 mars, le gouvernement Landry dépose 54,38 milliards de crédits budgétaires pour l'année 2003-2004.
À la suite des élections générales de 2003, le gouvernement Charest dépose un nouveau livre des crédits totalisant 53,39 milliards de crédits pour l'année 2003-2004.
Ces crédits seront accompagnés d'une série de crédits supplémentaires déposés en décembre 2003 totalisant 571 millions de dollars. Les fonds sont alloués comme suit:
- 177 millions sont destinés à financer la réévaluation de la provision pour congés de maladie et vacances du gouvernement ;
- 40 millions à la suite de l'arrêt du projet logiciel GIRES ;
- 295 millions à la suite d'un plus grand nombre d'allocataires que prévu au programme d'assistance-sociale ;
- 59 millions destinés à la Sûreté du Québec.

|                                       |         |                |         |         |
| Secteur                               | 2002-03 | 2003-04        | 2003-04 | 2003-04 |
| Secteur                               | Réel    | Budget 13 juin | Réel    |         |
|                                       |         |                |         |         |
| Santé et services sociaux             | 18 614  | 19 777         | 19 859  |         |
| Éducation et culture                  | 11 882  | 12 316         | 12 362  |         |
| Soutien aux personnes et aux familles | 5 294   | 5 165          | 5 421   |         |
| Économie et environnement             | 6 311   | 6 112          | 6 229   |         |
| Gouverne et justice                   | 4 303   | 4 425          | 4 328   |         |
| Dépenses de programme                 | 46 404  | 47 795         | 48 199  |         |
| Service de la dette                   | 7 132   | 7 512          | 7 241   |         |
| Dépenses totales                      | 53 536  | 55 307         | 55 440  |         |